# Церковное (Архангельская область)
Церковное — бывшее село Плесецкого района Архангельской области.

## История
Село Церковное впервые упоминается в «Платежнице Якова Сабурова и Ивана Кутузова на Каргопольский уезд» 1555/1556 года: «в Мехренгском ж стану волость на реке на Шорде в Николском погосте, а в них тяглых 60 деревень…». В это время на церковном погосте находилась холодная шатровая Никильская церковь с приделом Георгия Победоносца и тёплая церковь Флора и Лавра. Население села составляло около 100 человек (60 мужчин).
Село знаменито участием партизанского отряда его жителей в сопротивлении иностранной военной интервенции в России. Отряд бойцов в количестве 300 человек занял в ноябре 1918 года и удерживал село до прихода частей 155-го, 156-го и 82-го стрелковых полков Красной армии в январе 1919 года от белогвардейских и англо-американских войск, численностью до трёх с половиной тысяч штыков с пулемётами, конным отрядом, шестью лёгкими орудиями и двумя самолётами. Бойцы отряда вели разведку и совершали дерзкие рейды в тыл врага.

## Современность
Представляет собой конгломерат из множества деревень: Королиха, Степаниха, Озаргина, Горка, Конецгорье, Приснечиха, Скрипово, Масленникова, Средь-погост, Юра-гора, Курка-гора, Вересник, Бархатиха, Крекова, Блиниха, Фудякова, Угол, Матнема, Чубарова, Перхина, Верхний Конец и Подгорня. Деревни Низ, Великий Двор, Бородина и Лейнема имеют общее название Майнема и так же входят в состав села.
Деревни этого села с 2006 по 2021 год входили в состав Тарасовского сельского поселения.
Село в некотором роде уникально, так как расположено внутри закрытой территории космодрома «Плесецк» со всеми вытекающими отсюда последствиями, а именно: особый режим проживания и трудность въезда и выезда посторонних. Кроме Церковного, в таком же особом режиме находится ещё одно село — Тарасово. Есть автобусное сообщение с районным центром Плесецком по выходным дням.